# Lomas de Vallejos
Lomas de Vallejos är en ort i Argentina.   Den ligger i provinsen Corrientes, i den nordöstra delen av landet, 800 km norr om huvudstaden Buenos Aires. Lomas de Vallejos ligger 71 meter över havet och antalet invånare är 1 415.
Terrängen runt Lomas de Vallejos är mycket platt. Runt Lomas de Vallejos är det mycket glesbefolkat, med 6 invånare per kvadratkilometer.. Det finns inga andra samhällen i närheten.
Trakten runt Lomas de Vallejos består i huvudsak av gräsmarker.